# 博物館・図書館サービス機構
博物館・図書館サービス機構（英語: Institute of Museum and Library Services、IMLS）は、1996年に設立されたアメリカ合衆国連邦政府の独立機関である。アメリカ合衆国内の図書館や博物館を支援するための連邦政府の主要な支援組織である。「助成金の提供、研究、政策の開発を通じて、アメリカの博物館、図書館、および関連する組織を前進させ、支援し、力を与える」というミッションを掲げている。
2025年3月、ドナルド・トランプ大統領は大統領令「連邦官僚制の削減を継続」を発出し、 他の政府機関とともに博物館・図書館サービス機構を「法律の範囲内で最大限まで廃止する」ことを命令した。
アメリカ図書館協会（ALA）は声明を発表し、IMLSの廃止はアメリカの図書館や博物館、特に都市部以外の地方のコミュニティに外を及ぼすことになると述べ、図書館への支援の継続と、Show Up For Our Librariesキャンペーンへの参加を呼びかけた。アメリカ博物館同盟（AAM）も声明を発表し、トランプの活動は「博物館とその職員がアメリカ社会で果たす役割に対する深刻な脅威であり、雇用、教育、保全活動、必要不可欠なコミュニティのプログラムを危険にさらす」ものであると述べ、人々に行動を呼びかけた。